# Coudures
Coudures – miejscowość i gmina we Francji, w regionie Nowa Akwitania, w departamencie Landy.
Według danych na rok 1990 gminę zamieszkiwały 402 osoby, a gęstość zaludnienia wynosiła 35 osób/km² (wśród 2290 gmin Akwitanii Coudures plasuje się na 790. miejscu pod względem liczby ludności, natomiast pod względem powierzchni na miejscu 969.).